# Mouvement étudiant chilien de 2011
Les mouvements étudiants chiliens de 2011 forment une série de manifestations réalisées par des étudiants issus de l'université et de l'enseignement secondaire, qui ont eu lieu au cours du premier et deuxième semestre de 2011. Gabriel Boric, élu président de la république en 2021, est une figure importante de ces manifestations.

## Contexte

### Système éducatif chilien
La dictature militaire d'Augusto Pinochet a favorisé l'enseignement privé au détriment du secteur public. En 1981, le régime réforme le système universitaire et élimine l'éducation supérieure gratuite. En mars 1990, peu avant son départ, Augusto Pinochet promulgue la Loi organique constitutionnelle de l'enseignement (LOCE), qui réduit encore le rôle de l'État dans l'éducation et délègue de nouvelles prérogatives au secteur privé. Les réformes adoptées sous la dictature n'ont pas été remises en cause par les gouvernements qui lui ont succédé.
Rares en 1973, les écoles privées reçoivent, depuis la chute de la dictature, 60 % des élèves dans le primaire et le secondaire. Moins de 25 % du système d'éducation chilien est financé par l'État, les 75 % restant provenant des frais d'inscription. Il n'existe au Chili aucun établissement universitaire public gratuit.
Les études universitaires nécessitent généralement un fort niveau d’endettement. Dans un pays où le salaire minimum représente l'équivalent de moins de 300 euros et le salaire moyen moins de 800 euros, les étudiants payent entre 250 et 600 euros par mois pour suivre un cursus universitaire. En conséquence, 65 % des étudiants pauvres interrompent leurs études pour des raisons financières. Le système éducatif chilien contribue ainsi à assurer la reproduction des inégalités.

### Présidence de Sebastián Piñera
L’économiste et homme d'affaires Sebastián Piñera remporte l'élection présidentielle de 2010 avec le soutien d'une coalition de partis conservateurs. Son gouvernement est confronté à un premier mouvement de protestation en mai 2011, à la suite de son soutien à un projet de la multinationale italienne Endesa-Enel et du groupe chilien Colbún de construire cinq immenses barrages en Patagonie, sans aucune consultation citoyenne. Plus de trente mille personnes ont alors manifesté et le taux de popularité du président Piñera est tombé à 26 %. Dans le domaine de l'éducation, son gouvernement essuie des accusations de conflits d'intérêts, le ministre de l'Éducation, Joaquín Lavín, étant fondateur et actionnaire de l’Université du développement, un établissement privé.

## Manifestations
Les premières mobilisations ont été convoquées par la confédération des étudiants du Chili (CONFECH). Les porte-paroles principaux du mouvement universitaire ont été Camila Vallejo, présidente de la Fédération des étudiants de l'université du Chili (FECH) et Giorgio Jackson, président de la Fédération des étudiants de l'Université catholique du Chili (FEUC). Peu à peu, des élèves des établissements secondaires se sont joints aux mobilisations. La mobilisation a gagné encore en importance lorsque se sont incorporés pour la première fois dans l'histoire du Chili des étudiants de collèges privés, des centres de formation technique (CFT), des instituts professionnels (IP) et des universités privées. Cette mobilisation a réuni des étudiants et élèves de tous établissements: publics ou privés.
Pendant le mois de juin 2011, les étudiants organisent des marches successives dans les villes principales du Chili. Ces manifestations sont largement suivies, tant par des étudiants, que par des sympathisants. Ceux-ci réclament une réforme du système d'éducation chilien, réforme passant par la fortification du rôle de l'État dans l'éducation. Après un mois de mobilisation contre le gouvernement, celui-ci décide de présenter sa première proposition basée sur la création d'un nouveau fond pour l'éducation, et sur la simplification de l'accès aux crédits universitaires[réf. nécessaire]. Les organisations principales repoussent la proposition en demandant des mesures plus poussées. Des propositions successives du gouvernement ouvrent la possibilité d'une réforme, ainsi est proposé une modification de la Constitution afin d'assurer une meilleure qualité en éducation, mais celle-ci est rejetée par les étudiants, la considérant comme insuffisante.
Plus de 870 étudiants sont arrêtés par la police lors de la manifestation du 4 août.
Selon les sondages, le mouvement étudiant bénéficie de la sympathie de plus de 70 % de la population.
Le 22 septembre 2011, les manifestations reprennent à Santiago et 150 000 manifestants selon les organisateurs, 60 000 selon la police, défilent dans les rues.